# Llei de Curie
A un material paramagnètic, la magnetització del material és (aproximadament) directament proporcional al camp magnètic aplicat externament. Si el material s'escalfa, aquesta proporcionalitat es redueix: per a un camp extern donat, la magnetització és (aproximadament) inversament proporcional a la temperatura. Aquest fet constitueix la llei de Curie:
{\displaystyle \mathbf {M} =C\cdot {\frac {\mathbf {B} }{T}},}
on
{\displaystyle \mathbf {M} } és la magnetització resultant.
{\displaystyle \mathbf {B} } és el camp magnètic, mesurat en tesles
{\displaystyle T} és la temperatura absoluta, mesurada en kèlvins
{\displaystyle C} és la constant de Curie i el seu valor depèn del material.
Aquesta relació va ser descoberta experimentalment (ajustant els resultats a un model endevinat correctament) per Pierre Curie. Només és vàlida a altes temperatures o per a camps magnètics dèbils. Tal com les derivacions de sota mostren, la magnetització satura en els límits de baixes temperatures o camps magnètics forts.

## Derivació usant mecànica quàntica

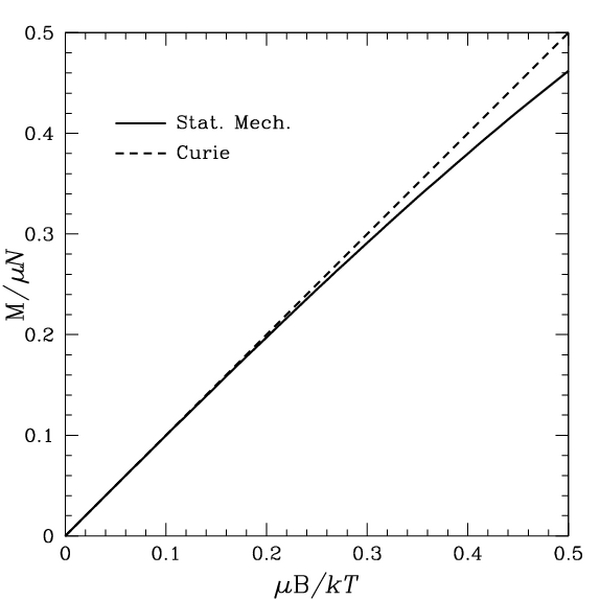
Magnetització d'un material paramagnètic en funció de l'invers de la temperatura.

Un model matemàtic simple d'un material paramagnètic és el que descriu el material com a format per partícules que no interaccionen entre si. Cada partícula té un moment magnètic donat per {\displaystyle {\vec {\mu }}}. L'energia d'un moment magnètic en un camp magnètic és 
{\displaystyle E=-{\vec {\mu }}\cdot {\vec {B}}.}

### Partícules de dos estats (espín-1/2)
Per simplificar els càlculs, considerem una partícula de dos estats: pot alinear el seu moment magnètic amb el camp, o contra el camp. Per tant, els únics valors possibles del moment magnètic són {\displaystyle \mu } i {\displaystyle -\mu }. Una partícula tal només té dues possibles energies:
{\displaystyle E_{0}=-\mu B}
i
{\displaystyle E_{1}=\mu B.}
Quan s'intenta calcular la magnetització d'un material paramagnètic, la quantitat a tenir en compte és la probabilitat que una partícula s'alinei amb el camp. En altres paraules, el valor esperat de la magnetització {\displaystyle \mu }:
{\displaystyle \left\langle \mu \right\rangle =\mu P\left(\mu \right)+(-\mu )P\left(-\mu \right)={1 \over Z}\left(\mu e^{\mu B\beta }-\mu e^{-\mu B\beta }\right)={2\mu  \over Z}\sinh(\mu B\beta ),}
on la probabilitat d'una configuració determinada ve donada pel seu factor de Boltzmann, i la funció de partició {\displaystyle Z} aporta la normalització (perquè la suma de totes sigui unitat). La funció de partició per a una partícula és:
{\displaystyle Z=\sum _{n=0,1}e^{-E_{n}\beta }=e^{\mu B\beta }+e^{-\mu B\beta }=2\cosh \left(\mu B\beta \right).}
Per tant, en aquest cas tenim:
{\displaystyle \left\langle \mu \right\rangle =\mu \tanh \left(\mu B\beta \right).}
Això és la magnetització d'una sola partícula. La magnetització total del sòlid és:

{\displaystyle M=N\left\langle \mu \right\rangle =N\mu \tanh \left({\mu B \over kT}\right)}
La fórmula de dalt és coneguda com a l'equació paramagnètica de Langevin.
Pierre Curie va trobar una aproximació per a aquesta llei que és vàlida per a les altes temperatures i els camps magnètics dèbils que usava en els seus experiments. Ara derivarem aquesta llei considerant {\displaystyle T} gran i {\displaystyle B} petit. Tal com la temperature augmenta i el camp disminueix, l'argument de la tangent hiperbòlica decreix. Una forma alternativa de dir això és
{\displaystyle \left({\mu B \over kT}\right)\ll 1,}
que a vegades s'anomena el límit de Curie. També sabem que, si {\displaystyle |x|\ll 1}, aleshores
{\displaystyle \tanh x\approx x}
i per tant

{\displaystyle \mathbf {M} (T\rightarrow \infty )={N\mu ^{2} \over k}{\mathbf {B}  \over T},}
amb una constant de Curie donada per {\displaystyle C=N\mu ^{2}/k}. En el límit oposat de baixes temperatures i camps grans, {\displaystyle M} tendeix a un valor màxim de {\displaystyle N\mu }, que correspon a totes les partícules alineades amb el camp.

### Cas general
Quan les partícules tenen un espín arbitrari (un nombre qualsevol d'estats d'espín), la fórmula és més complicada. A camps magnètics petits o a altes temperatures, l'espín segueix la llei de Curie amb
{\displaystyle C={\frac {\mu _{B}^{2}}{3k_{B}}}Ng^{2}J(J+1)}
on {\displaystyle J} és el nombre quàntic de moment angular total i {\displaystyle g} és el factor g de l'espín (tal que {\displaystyle \mu =gJ\mu _{B}} és el moment magnètic).
Per a aquesta fórmula més general i la seva derivació (incloent camp alt i baixes temperatures), vegeu l'article: funció de Brillouin. Tal com l'espín s'acosta a infinit, la fórmula per a la magnetització tendeix al valor clàssic, derivat a la següent secció.

## Derivació usant mecànica estadística clàssica
Un tractament alternatiu és possible quan els components del material paramagnètic es tracten de forma clàssica com a moments magnètics girant de forma lliure. En aquest cas, la seva posició queda definida pels seus angles en coordenades esfèriques, i l'energia d'un d'aquests és:
{\displaystyle E=-\mu B\cos \theta ,}
on {\displaystyle \theta } és l'angle entre el moment magnètic i el camp magnètic (que consideram apuntant en la direcció {\displaystyle z}). La funció de partició corresponent és:
{\displaystyle Z=\int _{0}^{2\pi }d\phi \int _{0}^{\pi }d\theta \sin \theta \exp(\mu B\beta \cos \theta ).}
Podem observar que no hi ha dependència en l'angle {\displaystyle \phi }, i podem canviar variables {\displaystyle y=\cos \theta } per obtenir
{\displaystyle Z=2\pi \int _{-1}^{1}dy\exp(\mu B\beta y)=2\pi {\exp(\mu B\beta )-\exp(-\mu B\beta ) \over \mu B\beta }={4\pi \sinh(\mu B\beta ) \over \mu B\beta .}}
Ara el valor esperat del component {\displaystyle z} de la magnetització (els altres dos són zero degut a la integració respecte a {\displaystyle \phi }) serà:
{\displaystyle \left\langle \mu _{z}\right\rangle ={1 \over Z}\int _{0}^{2\pi }d\phi \int _{0}^{\pi }d\theta \sin \theta \exp(\mu B\beta \cos \theta )\left[\mu \cos \theta \right].}
Per simplificar els càlculs podem reescriure l'expressió anterior com a la derivada de {\displaystyle Z}:
{\displaystyle \left\langle \mu _{z}\right\rangle ={1 \over ZB}\partial _{\beta }Z.}
(Aquesta forma de resoldre el problema també es pot usar pel model de dalt, però en aquell cas la derivació donada és la més senzilla.)
Si calculam la derivada trobam:
{\displaystyle \left\langle \mu _{z}\right\rangle =\mu L(\mu B\beta ),}
on {\displaystyle L} és la funció de Langevin: 
{\displaystyle L(x)=\coth x-{1 \over x}.}
Aquesta funció podria semblar singular per a {\displaystyle x} petit, però no ho és, ja que els dos termes singular es cancel·len mútuament. De fet, per a arguments petits tenim {\displaystyle L(x)\approx x/3} i, per tant, el límit de Curie també apareix, però amb una constant de Curie tres vegades més petita en aquest cas. De forma semblant, la funció satura a {\displaystyle 1} per a valors grans de l'argument, i també recuperam aquest límit.

## Aplicacions
La llei de Curie és la base del funcionament dels termòmetres magnètics, que s'usen per mesurar temperatures molt baixes.